# سدی پرنس کوچک
سدی پرنس کوچک (به ژاپنی: 小公子セディ، به انگلیسی: Little Lord Fauntleroy) یک مجموعه تلویزیونی انیمه ۴۳ قسمتی است که توسط استودیو نیپون انیمیشن ساخته شده‌است. این مجموعه بر پایه کتاب فونتلِروی پرنس کوچک به قلم فرانسس هاجسون برنت ساخته شده‌است. پخش آن از ۱۰ ژانویه ۱۹۸۸ در شبکه فوجی تلویژن آغاز شده و تا ۲۵ دسامبر ۱۹۸۸ ادامه داشته‌است.